# Élections municipales de 1953 dans la Loire-Inférieure
Les élections municipales dans la Loire-Inférieure ont eu lieu les 26 avril et 3 mai 1953.

## Maires sortants et maires élus
| Commune                   | Population | Maire sortant                | Parti | Parti    | Maire élu                    | Parti | Parti    |
| ------------------------- | ---------- | ---------------------------- | ----- | -------- | ---------------------------- | ----- | -------- |
| Ancenis                   | 4 815      | Joseph Vincent               |       | DVD      | Joseph Vincent               |       | DVD      |
| Blain                     | 5 801      | Jean Guihard                 |       | Rad.soc. | Jean Guihard                 |       | Rad.soc. |
| Bouguenais                | 4 810      | Henri Robichon               |       | CNIP     | Henri Robichon               |       | CNIP     |
| Châteaubriant             | 9 276      | Paul Huard                   |       | DVD      | Paul Huard                   |       | DVD      |
| Couëron                   | 9 954      | Henri Normand                |       | SFIO     | Henri Normand                |       | SFIO     |
| Escoublac-la-Baule        | 15 205     | René Dubois                  |       | CNIP     | René Dubois                  |       | CNIP     |
| Guémené-Penfao            | 5 527      | Henri Fournis                |       | DVD      | Henri Fournis                |       | DVD      |
| Guérande                  | 6 014      | Émile Pourieux               |       | DVD      | Émile Pourieux               |       | DVD      |
| Indre                     | 4 477      | Pierre Ridel                 |       | SFIO     | Jean Le Torc'h               |       | SFIO     |
| Legé                      | 3 604      | Fabien Musseau               |       | Centr.   | Fabien Musseau               |       | Centr.   |
| La Montagne               | 3 923      | Similien Guérin              |       | MRP      | Similien Guérin              |       | MRP      |
| Montoir-de-Bretagne       | 3 681      | Joseph David                 |       |          | Louis Sudre                  |       |          |
| Nort-sur-Erdre            | 4 296      | Constant du Bois de Maquillé |       | DVD      | Constant du Bois de Maquillé |       | DVD      |
| Orvault                   | 3 681      | Hubert de la Brosse          |       | DVD      | Hubert de la Brosse          |       | DVD      |
| Plessé                    | 4 062      | Pierre Geffriaud             |       | DVD      | Pierre Geffriaud             |       | DVD      |
| Pontchâteau               | 5 188      | Maurice Sambron              |       | CNIP     | Maurice Sambron              |       | CNIP     |
| Pornichet                 | 7 604      | Eugène Thierry               |       |          | Eugène Thierry               |       |          |
| Le Pouliguen              | 5 148      | Louis Loday                  |       | RPF      | Louis Loday                  |       | RPF      |
| Rezé                      | 16 395     | Georges Bénézet              |       | RPF      | Georges Bénézet              |       | RPF      |
| Saint-Brevin-les-Pins     | 6 008      | Henri Baslé                  |       |          | Henri Baslé                  |       |          |
| Saint-Étienne-de-Montluc  | 3 852      | Auguste Lelord               |       |          | Auguste Lelord               |       |          |
| Saint-Herblain            | 5 506      | Alfred Corlay                |       |          | Alfred Corlay                |       |          |
| Saint-Joachim             | 4 567      | Auguste David                |       |          | Athanase Chédaleux           |       |          |
| Saint-Nazaire             | 11 802     | François Blancho             |       | SFIO     | François Blancho             |       | SFIO     |
| Saint-Sébastien-sur-Loire | 6 637      | Constant Piveteau            |       | DVD      | Marcellin Verbe              |       | UDSR     |
| Savenay                   | 3 705      | Arthur Desmas                |       |          | Arthur Desmas                |       |          |
| Trignac                   | 3 947      | André Hazo                   |       | SFIO     | André Hazo                   |       | SFIO     |
| Vallet                    | 4 161      | Pierre Huet                  |       |          | Pierre Huet                  |       |          |
| Vertou                    | 7 985      | Henri Lesage                 |       |          | Henri Lesage                 |       |          |